# Diptongo
Un diptongo es una cadena sonora que consiste en la articulación de dos vocales, una a continuación de la otra, sin interrupción y produciéndose una transición suave en las frecuencias sonoras que caracterizan los timbres de cada una de las dos vocales. Fonológicamente dos vocales articuladas de esa manera forman parte de la misma sílaba.
En un diptongo los formantes acústicos tienen una transición suave desde un punto del área vocálica a otro, lo que les da su naturaleza de diptongos. Esto corresponde a una articulación en que la lengua se mueve entre distintos puntos durante la emisión del diptongo. Los dos puntos extremos de la articulación son percibidos como las dos vocales que forman el diptongo.
Si bien la mayor parte de las lenguas del mundo tienen en su repertorio diptongos fonéticos, existen algunas lenguas que carecen por completo de diptongos. La calidad de las vocales que pueden formar diptongo varía de una lengua a otra.
Un hiato es en cierto modo lo opuesto a un diptongo, ya que es un contacto de dos vocoides (sonidos de tipo vocálico) que no forman parte de la misma sílaba; es decir, es la pronunciación separada de dos vocales seguidas, en que cada una pertenece a una sílaba distinta. En el espectrograma de un hiato no se observa la zona de transición, lo que confirma que es fonéticamente diferente de un diptongo. En muchas lenguas, entre ellas el español, es frecuente que lo que es un hiato en pronunciación formal se convierta en diptongo en pronunciación informal. 

## Peculiaridades fonéticas
Cuando se analiza el espectrograma de los diptongos, y para analizar su articulación, se muestra que las propiedades de ambas vocales son modificadas, especialmente porque existe un tiempo de transición de una vocal a la otra. En muchas lenguas una de las vocales es dominante y puede ser fonéticamente algo más larga que la otra, y puede ocurrir que la otra vocal pierda fuerza en su articulación.

## Diptongos en español

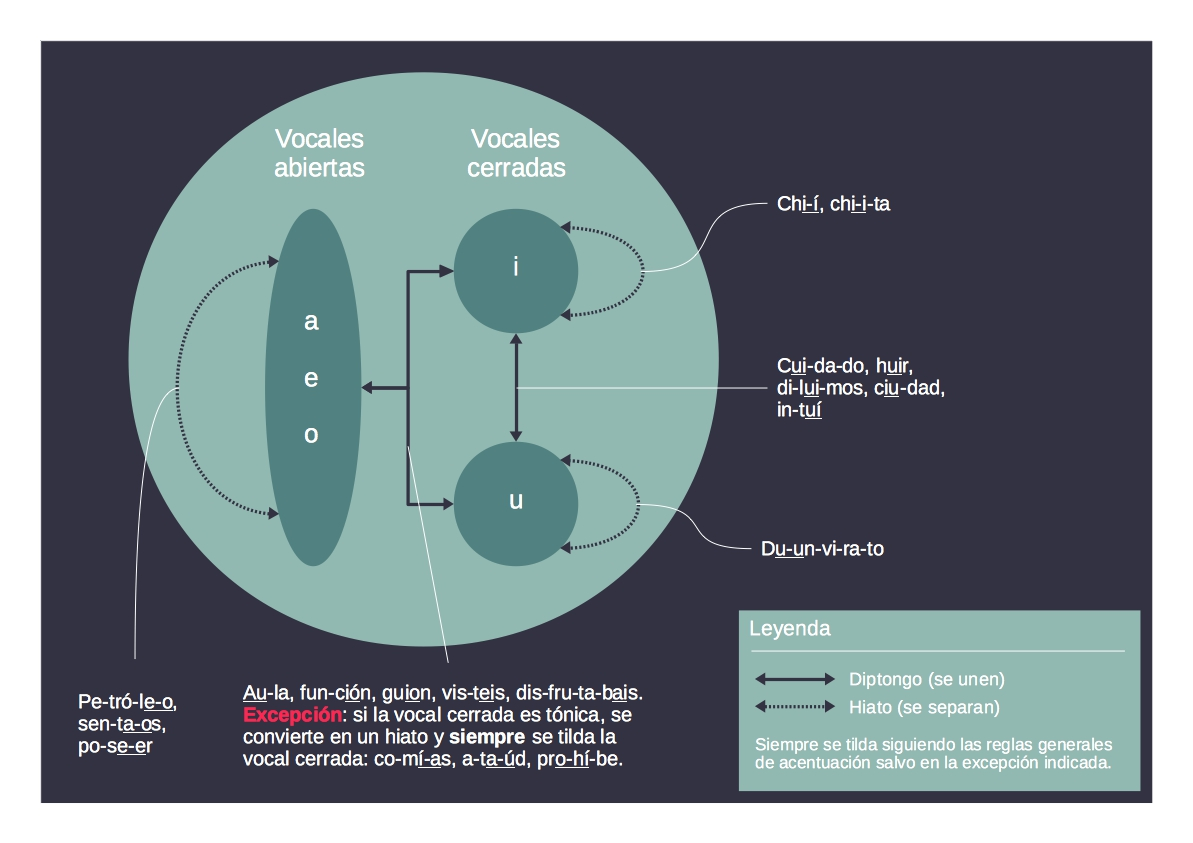
Diptongos e hiatos

### Tipos de diptongos
Cuando hay vocales juntas en una misma palabra, podemos estar ante 3 casos distintos: diptongo, hiato o triptongo.
En español dos vocales en contacto se articulan como diptongo cuando:
- una es cerrada (/i u/) átona (no acentuada) y la otra es abierta (/a e o/).
- ambas son cerradas, excepto si son iguales (como en chiita), donde forman un hiato.

Si bien los diptongos más frecuentes son los primeros (cianuro y terapeuta son ejemplos), también aparecen con recurrencia aquellos formados por dos vocales cerradas, como en el caso de ruiseñor o ciudad.
En el caso de los diptongos formados por una vocal abierta y otra no tónica, existe una subclasificación en la que se pueden separar entre diptongos crecientes y decrecientes. Los primeros se dan cuando la vocal cerrada antecede a la abierta y los segundos cuando se da a la inversa. Por ejemplo, la palabra hiato es un diptongo creciente pues la vocal cerrada i aparece antes que la vocal abierta a en la secuencia ia, sin embargo, veinte es un diptongo decreciente, dado que la vocal abierta e precede a la vocal cerrada i en la secuencia ei.
En algunas variedades de español existen más palabras con diptongo que en otras variedades, y así, en español de México, el Caribe, el Cono Sur y otros muchos lugares, es frecuente oír que palabras donde, según la escritura, concuerdan dos vocales abiertas, como en toalla o asear, se articulen como [ˈto̯aʝ̞a~ˈtu̯aʝ̞a] o [aˈse̯aɾ~aˈsi̯aɾ], mientras que en variedades más conservadoras se mantiene el hiato.
Se dice en español que dos vocales abiertas contiguas forman hiatos (aunque en algunas variantes dialectales dos vocales abiertas pueden formar diptongo como se ha descrito más arriba). Sin embargo, es común que esas mismas combinaciones actúen como diptongos en el castellano oral, por ejemplo en las 2 últimas vocales de línea, que se suelen considerar un hiato a partir de su escritura, pero que en la práctica se pronuncian generalmente como un diptongo. Sin embargo, según la Real Academia el uso oral de estas separaciones no afecta a la grafía estándar a partir de la edición de 2010, cuando se llegó a un consenso.
También hay hiato con una vocal cerrada y otra abierta cuando la cerrada es tónica: tío, púa, maíz, baúl.

#### Formados por una vocal abierta y una cerrada
Al unirse una vocal fuerte (e, a, o) y una débil  (i, u), siempre y cuando la débil no sea tónica (p.ej. Caín), se forma un diptongo. (Los términos "fuerte" o "débil" aluden a la posición de los órganos articulatorios). Dependiendo de la secuencia de las vocales en la sílaba, se puede hablar de dos subtipos de diptongos:
- Diptongos decrecientes o descendentes: formados por una primera vocal fuerte y una segunda débil. En este diptongo los órganos articulatorios pasan de una posición abierta a otra cerrada.

[ai̯] como en paisaje
[ei̯] como en peine
[oi̯] como en androide
[au̯] como en pausa
[eu̯] como en feudo
[ou̯] como en estadounidense
- Diptongos crecientes o ascendentes: formados por una primera vocal débil y una segunda fuerte. En este caso los órganos articulatorios pasan de una posición cerrada a otra abierta.

[ja] como en sucia
[je] como en tierra
[jo] como en piojo
[wa] como en recua
[we] como en puerta
[wo] como en residuo
En español pueden ocurrir diptongos fonéticos con dos vocales abiertas o medias. Este fenómeno es muy común en todos los dialectos del español. Aunque según la escritura son hiatos, actualmente son pronunciados como diptongos por la mayoría de los hispanohablantes [cita requerida] de América:
[a̯o̞] como en aorta → aor-ta. Normativamente: a-or-ta.
[o̯e̞] o [we̞] como en héroe → hé-roe. Normativamente: hé-ro-e.
[o̯a̠] o [wa̠] como en almohada → al-moha-da. Normativamente: al-mo-ha-da.
[e̯a̠] o [ja̠] como en línea → lí-nea. Normativamente: lí-ne-a.
[e̯o̞] o [jo̞] como en Mediterráneo → Me-di-te-rrá-neo. Normativamente: Me-di-te-rrá-ne-o.

#### Formados por dos vocales cerradas diferentes
Estos diptongos, llamados diptongos homogéneos, están formados por la unión de las dos vocales cerradas (i, u):
[ju] como en ciudad
[wi] como en buitre
[uj] como en muy
[iw] como en mañíu

### La tilde en los diptongos según la RAE
La Real Academia distingue tres supuestos:
1. Cuando concurren vocales abiertas y cerradas y la sílaba tónica cae en la vocal cerrada: no hay diptongo y la palabra siempre lleva tilde (formándose un hiato) y no se siguen las reglas de acentuación generales (que distinguen entre esdrújulas, llanas y agudas y monosílabos -que no llevan tilde como regla general-).
Ejemplos: amaría, Raúl, oído, búho, sabíais.
2. Cuando concurren vocales abiertas y cerradas y la sílaba tónica recae en la vocal abierta: solo llevan tilde si corresponde esta según las reglas de acentuación generales (que distinguen entre esdrújulas, llanas y agudas y monosílabos -que no llevan tilde como regla general-).
Ejemplos: varió, comió ; piano, diario, desviado, fiel, miel.
3. Cuando concurren dos vocales cerradas (en cuyo caso siempre hay diptongo ortográfico, no necesariamente en la lengua hablada): solo llevan tilde si corresponde esta según las reglas de acentuación generales (que distinguen entre esdrújulas, llanas y agudas y monosílabos -que no llevan tilde como regla general-).
Ejemplos: atribuí; distribuido, atribuir, muy, fui.

La Real Academia Española (RAE) dice que los vocablos cuento (cuen.to) y cruento (cru.en.to) demuestran que la función de la tilde no es la de marcar qué palabras forman hiato y cuáles diptongo. De ser esa su función, habría que escribir *cruénto. Del mismo modo, se han de escribir sin tilde tanto miel (palabra monosilábica en la que el énfasis cae en el grupo vocálico ie) como riel (palabra bisilábica en la que el énfasis cae en la vocal e).
El acento ortográfico, para la RAE, marca solo en qué sílaba ha de recaer el énfasis. Así ocurre en las palabras batería (ba.te.rí.a), hastío (has.tí.o) y confíe (con.fí.e). La tilde sirve para no decir *ba.te.ria , *con.fie  o *has.tio.
La palabra huir es formalmente tanto un monosílabo como un bisílabo para la RAE, pero en el norte de España se pronuncia de forma muy generalizada en dos sílabas *hu-ír (bisílaba). Igualmente, el vocablo rehuir, que formalmente puede ser tanto un bisílabo como un trisílabo para la RAE, se suele pronunciar en tres (por lo menos en el norte de España): *re-hu-ír. La RAE no ve la necesidad de la tilde, por entender que todas esas pronunciaciones son válidas y que debe regir un principio de economía (con la idea de no llenar de tildes antiestéticas un texto).

### Algunas observaciones importantes
- La "h" en medio de las vocales, ya que no produce sonido, no impide la formación de diptongo, ejemplos: desahuciar, ahijado.
- En los grupos ortográficos gue y gui, como la u de estos grupos es muda, no hay diptongo. Por ejemplo, en la palabra aguinaldo, que se pronuncia [aγi'naldo].
- En castellano la "y" al final de palabra tiene un valor vocálico, pues suena como la "i", así que puede formar diptongos e incluso triptongo. Sin embargo, la "y" al principio de la palabra, o en medio, mantiene su carácter de consonante; por lo tanto, no forma agrupaciones vocálicas.
- Según la Real Academia Española, dos vocales fuertes adyacentes no forman un diptongo; se separan en sílabas distintas.
- Según algunos fonólogos[¿quién?], solo los diptongos decrecientes —es decir, los formados por vocal fuerte + vocal débil, como en aire, neutro, etc.— son diptongos verdaderos, ya que las secuencias de vocal débil + vocal fuerte, como ocurre en agua, bueno, nieve, etc. se consideran, fonéticamente, grupos de una consonante seguida de una vocal, puesto que las vocales débiles pronunciadas como [j] y [w] en los diptongos crecientes son consideradas como consonantes.

## Diptongos en latín y otras lenguas romances
En latín clásico solo existían tres diptongos decrecientes AU, AE~Æ, OE~Œ [au̯, ae̯, oe̯] en palabras nativas y en préstamos griegos se daban también EU, EI (Eurōpa, Eirenē). En latín arcaico habrían existido seis diptongos decrecientes /*ai, *au, *ei, *eu, *oi, *ou/ aunque muchos de estos monoptongaron: /*eu, *ou/ > /ū/ (*leuks > lūx 'luz',*louksna > lūna 'luna'), mientras que otros sufrieron abertura del elemento semivocálico /*ai, *oi/ > [ae̯, oe̯]. Incluso se encuentran algunos casos de /*oi/ monoptongado en /ū/ (*oinos > ūnus 'uno', *poinicos > pūnicus 'púnico, cartaginés' junto a *poinī > pœnī 'fenicios, cartagineses').
La tendencia monoptongante del latín clásico en los diptongos crecientes, en gran parte continuó en latín tardío. En las lenguas romances los viejos diptongos del latín clásico Æ, Œ monoptongan en latín tardío en /*ɛ/ y /*e/ respectivamente. Además el diptongo AU tiende a monoptongar en prácticamente todos las lenguas protorromances (solo en occitano e iberromance occidental quedan formas residuales que no experimentaron monoptongación).
Sin embargo, la pérdida de diferencia de la distinción fonológia entre vocales largas y breves que se dio en el protorromance, hizo aparecer nuevos diptongos en las lenguas romances (ver reducción y estabilización del vocalismo tónico), esto se dio fundamentalmente en sílabas tónicas. A diferencia del español, muchas lenguas romances carecen de diptongos crecientes, existiendo solo diptongos decrecientes.

## Lenguas sin diptongos
Existen muchas lenguas donde los contactos vocálicos se resuelven siempre en hiatos, en esas lenguas pueden existir fonológicamente fonemas como /w, j/ pero nunca son alófonos vocálicos de /i, u/. Un ejemplo es el náhuatl clásico donde dos vocales en contacto siempre se resuelven como hiato así ēi 'tres' se articula como [(j)eː.(j)i] o tlahtoa 'hablar' se resuelve como [tɬ͡aʔ.to.(w)a]. Tampoco el turco admite diptongos en ningún caso.